# Стрейт флаш

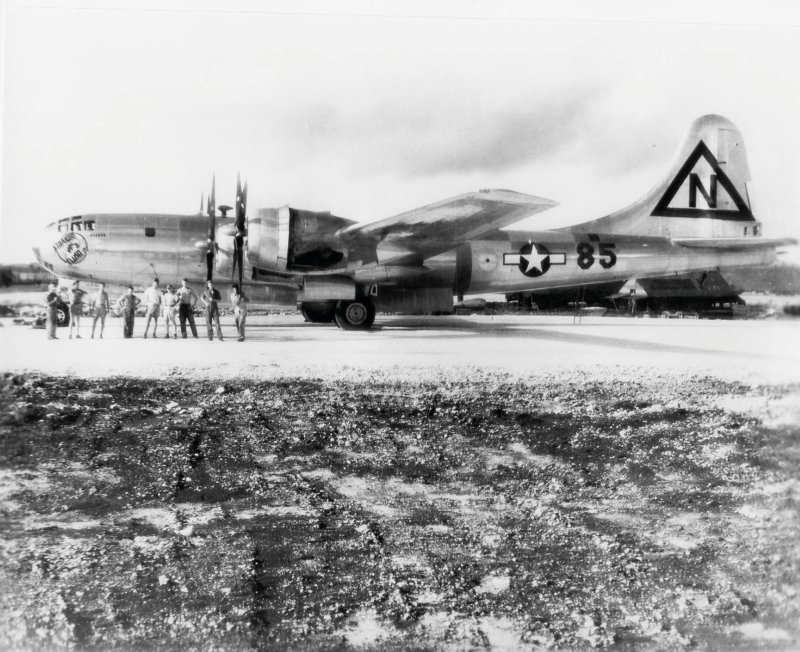
«Стрейт флаш» на базі 509-ї Змішаної Групи на Тініані.

Стрейт флаш (англ. Straight Flush, «прямий злив») — стратегічний бомбардувальник моделі B-29 «Суперфортеця» 509-ї Змішаної Групи ВПС Армії США, який 6 серпня 1945 року брав участь в ядерній атаці на японське місто Хіросіма наприкінці Другої світової війни. Завданням літака було проведення розвідування погоди над Хіросімою та визначення належних умов для атаки.
Після бомбардування пілот Клод Езерлі каявся за здійснене, мав нервові розлади і став поборником антиядерного руху.

## Історія

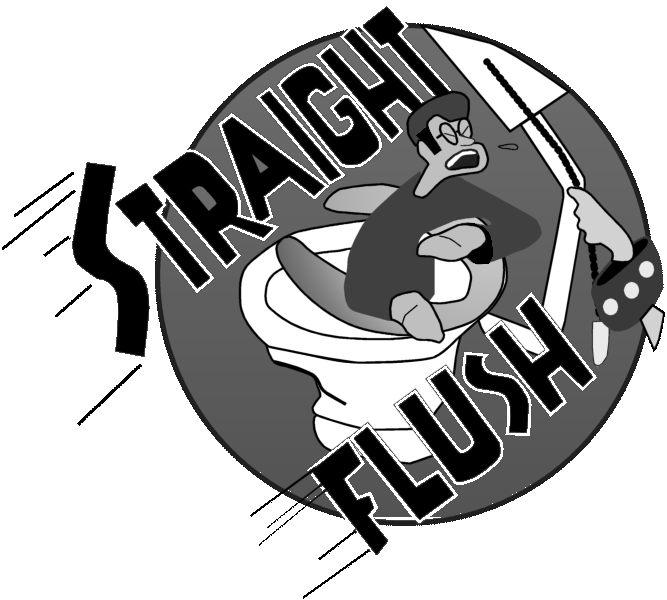
Носове лого «Стрейт флашу» — японець, якого зливає в унітаз. Гра слів «стрейт флаш» — «прямий злив».

«Стрейт флаш» був одним з 15 модифікованих бомбардувальників B-29, названих «Срібними блюдцями», завданням яких було завдавання ядерного удару по Японії. Літак було збудовано на заводі підприємства Гленн Л. Мартін в Омахі штату Небраска. 2 квітня 1945 року машина була переправлена на авіабазу 509-ї Змішаної Групи у Вендовері штату Юта, а 13 червня дісталася авіабази на острові Тініан.
Літак був прикріплений до 444-го бомбардувального загону. 1 серпня 1945 року початковий ідентифікаційний номер бомбардувальника «5» змінили на «82». На хвостовику машина отримала новий розпізнавальний знак — «N» в трикутнику. Своє ім'я «Стрейт флаш», що означає комбінацію карт в покері, літак дістав від захоплення азартними іграми головного пілота Клода Езерлі.
З червня по серпень 1945 року бомбардувальник здійснив 11 тренувальних і 6 бойових вильотів зі скинення тренувального снаряда замість ядерної бомби на японські міста. 20 червня екіпаж «Стрейт флашу» під командуванням Езерлі бомбував Токіо, 24 липня — Оцу, 26 липня — Тайра, а 29 липня — Маїдзуру.
6 серпня 1945 року «Стрейт флаш» взяв участь в операції з бомбардування Хіросіми. Літак провів метеорологічні спостереження та сповістив головний бомбардувальник «Енолу Ґей», що усі умови для скинення бомби сприятливі.
8 серпня «Стрейт флаш» провів останню бойову операцію з бомбардування міста Йоккаіті.
В листопаді 1945 року літак разом із 509-ю Змішаною Групою перевели до авіабази Розвелл в Нью Менсико. У серпні наступного року він брав участь у ядерних випробуваннях в операції «Кросроадз». В липні 1954 року літак зняли з озброєння.

### Екіпаж 6 серпня 1945 року
Екіпаж С-11:
- Майор Клод Езерлі — командир екіпажу, пілот.
- Молодший лейтенант Іра Везерлі — другий пілот.
- Капітан Френсіс Торнгіл — штурман.
- Молодший лейтенант Франклін Вей — бомбардир.
- Молодший лейтенант Юджин Ґреннен — бортінженер.
- Старший сержант Паскаль Бальдазаро — радист.
- Сержант Альберт Барсумян — оператор радара.
- Сержант Ґіллен Найслі — хвостовий стрілець.
- Сержант Джек Біванс — помічник бортінженера.